# Miguel Amado
Miguel Amado (Rivera, 28 de diciembre de 1984) es un futbolista uruguayo. Juega de mediocampista y su primer equipo fue Defensor Sporting.

## Clubes
| Club              | País     | Año       |
| ----------------- | -------- | --------- |
| Defensor Sporting | Uruguay  | 2002-2010 |
| Olimpia           | Paraguay | 2011-2012 |
| Peñarol           | Uruguay  | 2013      |
| Olimpia           | Paraguay | 2014-2015 |
| Defensor Sporting | Uruguay  | 2016      |
| Guaraní           | Paraguay | 2016      |
| Central Español   | Uruguay  | 2017-2018 |
| Boston River      | Uruguay  | 2018-2019 |

## Palmarés

### Campeonatos nacionales
| Título              | Club              | País     | Año     |
| ------------------- | ----------------- | -------- | ------- |
| Campeonato Uruguayo | Defensor Sporting | Uruguay  | 2007-08 |
| Torneo Clausura     | Olimpia           | Paraguay | 2011    |
| Campeonato Uruguayo | Peñarol           | Uruguay  | 2012-13 |
| Torneo Clausura     | Olimpia           | Paraguay | 2015    |
| Torneo Clausura     | Guarani           | Paraguay | 2016    |